# Lamentations (Solstice)
Lamentations è il primo album del gruppo doom metal britannico Solstice, pubblicato nel 1994 dall'etichetta Candlelight Records.
| Recensione | Giudizio |
| ---------- | -------- |
| Rock Hard  | [ 2 ]    |

## Il disco
Si tratta dell'album di debutto della band, che negli anni precedenti aveva pubblicato quattro demo contenenti alcune delle canzoni qui presenti. La musica proposta nel disco è insieme triste e melodiosa, sviluppandosi su ritmiche molte lente e riff pesanti, similmente alle altre realtà doom metal inglesi di quel periodo, Anathema e Paradise Lost in particolare. Lo stile delle composizioni è però orientato all'epic metal con un cantato pulito ed evocativo.
Il CD è stato ristampato dalla stessa Candlelight Records nel 2001 e dall'etichetta Cyclone Empire nel 2007 con l'aggiunta di tre tracce bonus e con una copertina differente.

## Tracce
Testi e musiche dei Solstice.
1. Lamentations IV – 1:26
2. Neither Time nor Tide – 5:20
3. Only the Strong – 8:17
4. Absolution in Extremis – 6:03
5. These Forever Bleak Paths – 6:40
6. Empty Lies the Oaken Throne – 4:22
7. Last Wish – 5:17
8. Wintermoon Rapture – 7:02
9. The Man Who Lost the Sun – 9:08
10. Ragnorok – 3:33

Tracce bonus nella riedizione del 2007
1. Last Wish (demo) – 5:49
2. The Man Who Lost the Sun (demo) – 9:06
3. Ragnarok (demo) – 2:41

## Formazione
- Simon Matravers - voce
- Richard M. Walker  - chitarra
- John Piras - chitarra
- Lee "Chaz" Netherwood - basso
- Lennaert Roomer - batteria